# Deutzianthus thyrsiflorus
Deutzianthus es un género monotípico perteneciente a la familia de las euforbiáceas. Su única especie Deutzianthus thyrsiflorus es originaria de Sumatra.

## Taxonomía
Bauhinia vahlii fue descrito por Wight & Arn.  y publicado en Prodromus Florae Peninsulae Indiae Orientalis 1: 297. 1834.
Sinonimia
- Deutzianthus thyrsiflorus (Airy Shaw) G.L.Webster[3]